# Habenaria boiviniana
Habenaria boiviniana är en orkidéart som beskrevs av Friedrich Fritz Wilhelm Ludwig Kraenzlin och Schltr.. Habenaria boiviniana ingår i släktet Habenaria och familjen orkidéer. Inga underarter finns listade i Catalogue of Life.